# سفين ليمان
سفين ليمان (18 ديسمبر 1991 بسويسرا - ) هو لاعب كرة قدم سويسري في مركز الهجوم. شارك مع منتخب سويسرا تحت 17 سنة لكرة القدم ومنتخب سويسرا تحت 19 سنة لكرة القدم. أما مع النوادي، فقد لعب مع نادي سانت غالن.

## وصلات خارجية
- سفين ليمان على موقع الاتحاد الأوربي (الإنجليزية)
- سفين ليمان على موقع قاعدة بيانات كرة القدم.إي يو (الإنجليزية)
- سفين ليمان على موقع Soccerway.com (الإنجليزية)
- سفين ليمان على موقع عالم كرة القدم.نت (الإنجليزية)
- سفين ليمان على موقع AS.com (الإسبانية)